# Berghof (Duitsland)

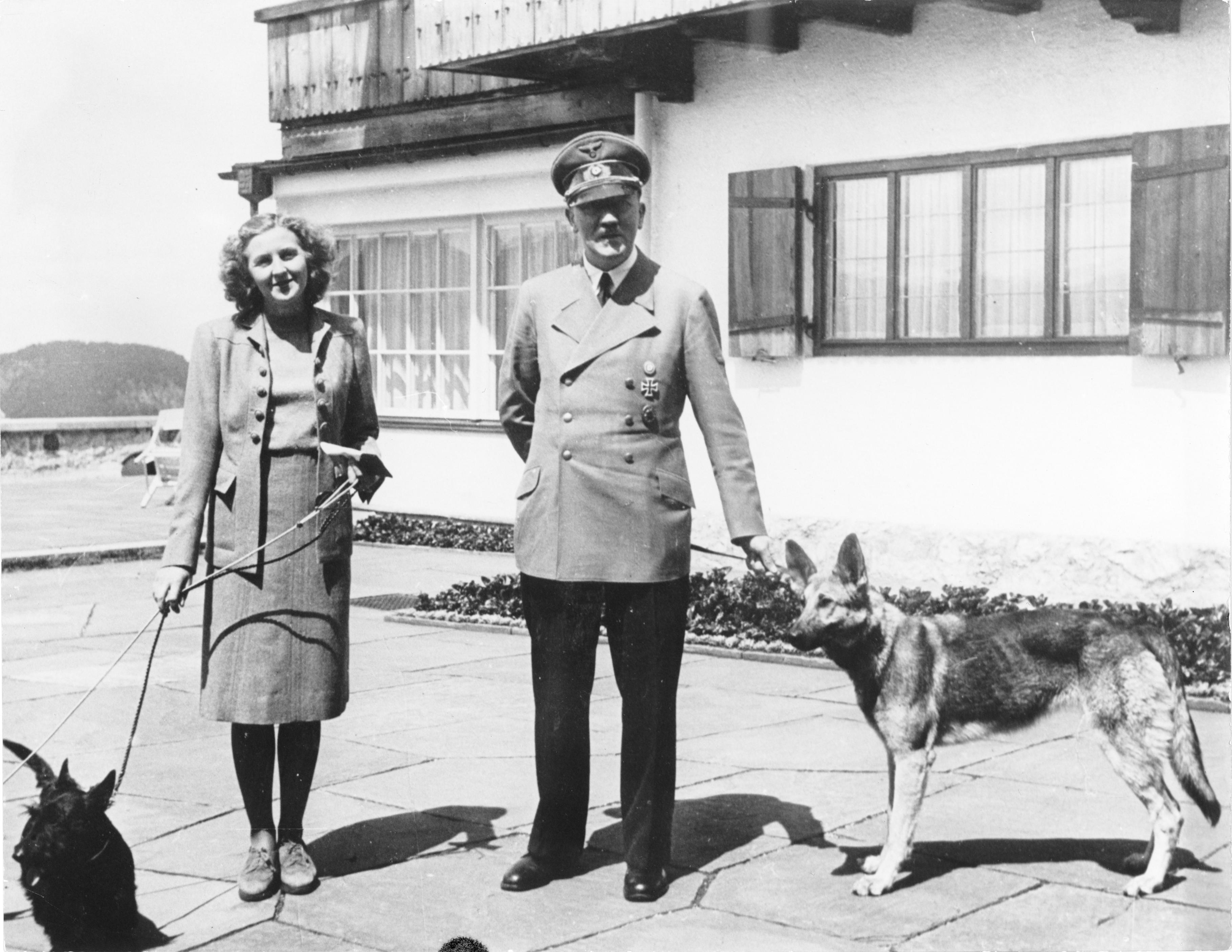
Adolf Hitler en Eva Braun met hun honden bij de Berghof.

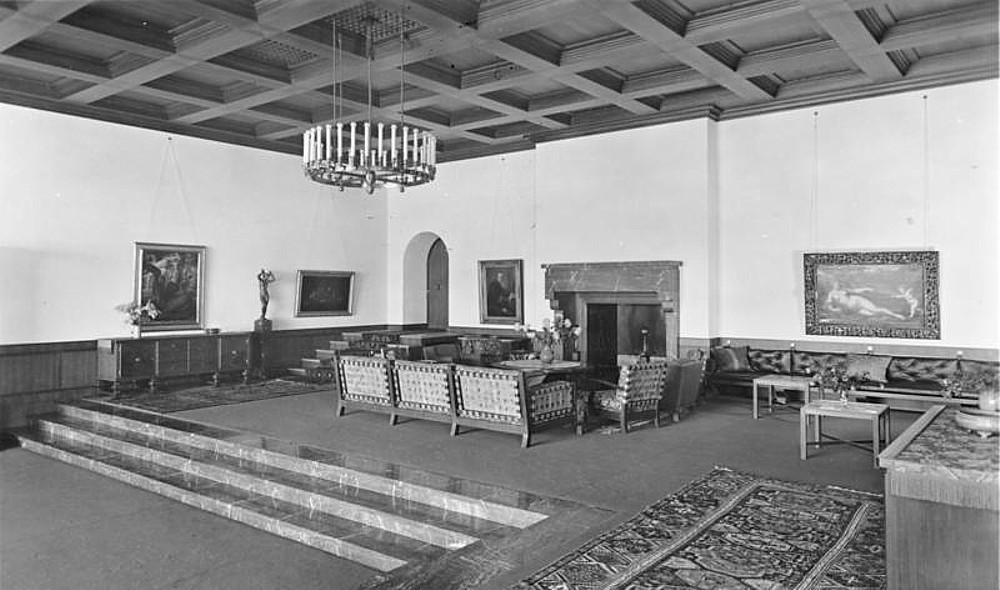
De grote zaal van de Berghof

De Berghof was het woonhuis van de Duitse dictator Adolf Hitler op de Obersalzberg in het zuiden van Duitsland nabij de plaats Berchtesgaden in de deelstaat Beieren.

## Adolf Hitler
Adolf Hitler kende de omgeving van Berchtesgaden en de Obersalzberg al vanaf 1923, dit door toedoen van de dichter, redacteur en toneelschrijver Dietrich Eckart. Gecharmeerd door de prachtige omgeving verbleef hij er sindsdien regelmatig in hotels. In 1928 vernam Hitler dat de weduwe van een Hamburgse zakenman, Kommerzienrat Otto Winter, een zomerhuis op de Obersalzberg te huur aanbood. Na een paar maanden kocht hij het huis. De naam 'Haus Wachenfeld' (meisjesnaam van de weduwe) maakte in 1933 plaats voor Berghof. In de Berghof werd een complete huishouding door Hitler georganiseerd, waarbij hij een beroep deed op zijn halfzuster Angela Raubal; die nam haar dochter Geli mee naar Obersalzberg, met wie Hitler tot haar zelfmoord in 1931 heimelijk een relatie onderhield.

## Verbouwingen
In de loop der jaren werd de Berghof verbouwd tot een enorm complex, waarbij Hitler (nadat hij in 1933 tot Rijkskanselier was benoemd) de verbouwing grotendeels uit de staatskas financierde. Martin Bormann werd aangewezen als projectleider van deze verbouwing. Het succes van dit project hielp zijn carrière aanzienlijk vooruit. Ook na deze verbouwing bleef Bormann betrokken als informeel beheerder van het complex. Andere nazi-bonzen, onder wie Martin Bormann zelf, Hermann Göring en Albert Speer lieten zomerhuizen op de Obersalzberg bouwen. Ook in de oorlogsjaren gingen de verbouwingen gewoon door; de Berghof werd voorzien van onderaardse bunkers en de diverse nazi-residenties werden onderling verbonden door een uitgebreid gangenstelsel.
In 1938 werd verderop hoger op de berg op initiatief van Bormann een theehuis gebouwd, het Kehlsteinhaus, dat ook wel het adelaarsnest wordt genoemd.
Het geheel kon met behulp van een vernevelingsinstallatie voor eventuele luchtaanvallen aan het zicht worden onttrokken.

## Verblijf en bezoek
Als het even kon verbleef Hitler op de Berghof. Nadat hij de macht had gegrepen werd het buitenverblijf een aantrekkelijk doel voor dagjesmensen uit Duitsland en Oostenrijk, die hoopten een glimp van hun Führer op te vangen. 
De Berghof was ook regelmatig toneel van conferenties; militaire en diplomatieke. Bekend is het beruchte bezoek van de Britse premier Neville Chamberlain die op zijn oude dag voor het eerst in een vliegtuig stapte en naar Duitsland vloog teneinde een oorlog tussen Duitsland, Frankrijk en Tsjecho-Slowakije te voorkomen. De onderhandelingen resulteerden uiteindelijk in het Verdrag van München.
Van de Berghof bestaan kleurenfilms uit de jaren dertig, waarop ook Hitlers latere vrouw Eva Braun te zien is. De Berghof is ook de plaats waar men Hitler niet durfde wakker te maken op de ochtend van 6 juni 1944, toen de geallieerde invasie in Normandië plaatsvond. Kort daarna reisde hij af naar zijn hoofdkwartier in Polen, de Wolfsschanze, om nimmer meer terug te keren.

## Einde van de Berghof

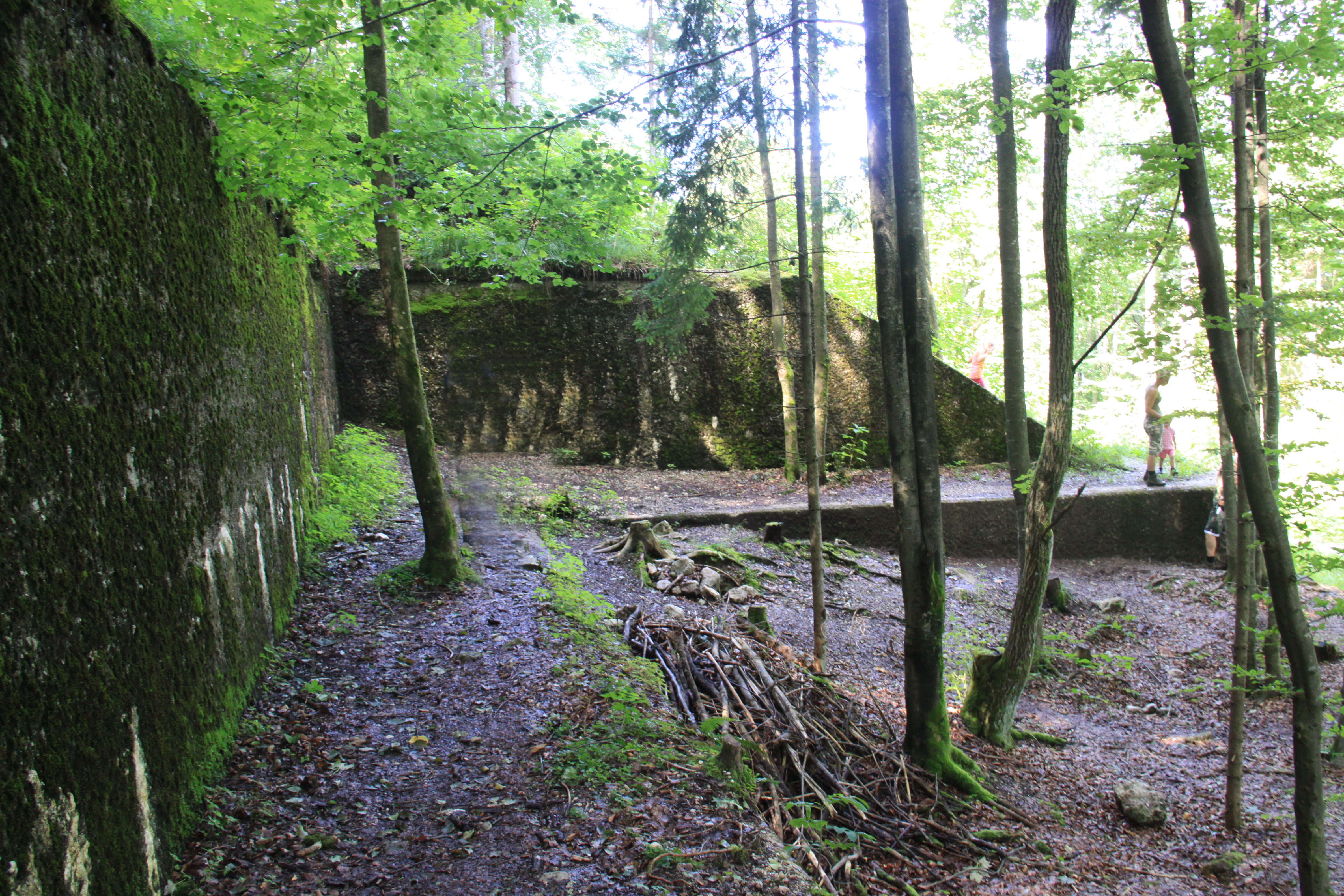
Resten

Op 25 april 1945 werd de Berghof door de Britse luchtmacht gebombardeerd. De ruïne die overbleef na het bombardement werd op 30 april 1952 opgeblazen. De Amerikanen deden dit omdat ze vreesden dat het anders een nazipelgrimsoord zou worden. Het Kehlsteinhaus werd echter gespaard en is nog steeds te bezoeken. Het is tegenwoordig een restaurant. Een groot deel van het onderaardse gangenstelsel is nog intact. Een uitgebreid documentatiecentrum op de Obersalzberg is voor een deel in deze gangen aangelegd.